# Degolada
Degolada o San Lorenzo de Degolada (llamada oficialmente San Lourenzo da Degolada) es una parroquia y una aldea española del municipio de Baleira, en la provincia de Lugo, Galicia.

## Organización territorial
La parroquia está formada por cuatro entidades de población:
- A Degolada
- O Castro
- O Couto
- Eiros

## Demografía

### Parroquia
| Gráfica de evolución demográfica de Degolada (parroquia) entre 2000 y 2019 |
|                                                                            |
| Datos según el nomenclátor publicado por el INE.                           |

### Aldea
| Gráfica de evolución demográfica de A Degolada (aldea) entre 2000 y 2019 |
|                                                                          |
| Datos según el nomenclátor publicado por el INE.                         |